# الدوري الأردني 2003–04
كان الدوري الأردني 2003-2004 هو الموسم الـ 53 من الدوري الأردني الممتاز، وهو دوري الدرجة الأولى لأندية كرة القدم التابعة للاتحاد الأردني. تألفت البطولة من الجولة الأولى التي شارك فيها 10 فرق. بعد ذلك شاركت الفرق الأربعة الأولى في ترتيب البطولة، التي فاز بها الفيصلي. شاركت الفرق الأربعة الأولى في مباراة الهبوط التي هبطت فيها الجزيرة واليرموك.